# Hermann-Wilfried Bayer
Hermann-Wilfried Bayer (* 7. März 1933 in Hamburg; † 25. Oktober 2013 in Bochum) war ein deutscher Jurist. Er war Professor für Öffentliches Recht an der Universität Bochum.

## Leben
Bayer studierte Rechts- und Wirtschaftswissenschaften in Hamburg, Erlangen und Tübingen (1952–1956). In Tübingen legte er das Erste Juristische Staatsexamen ab. Es folgten der juristische Vorbereitungsdienst in Hamburg und Tübingen, das Zweite Staatsexamen (1960) sowie die Promotion (1961). 1967 habilitierte er sich an der Universität Tübingen. Von 1972 bis zur Emeritierung 1998 lehrte er als Professor für Öffentliches Recht, insbesondere Steuerrecht, an der Fakultät für Wirtschaftswissenschaften der Ruhr-Universität Bochum.

## Schriften (Auswahl)
- Die Bundestreue. Tübingen 1961. OCLC 10133352.
- Die Aufhebung völkerrechtlicher Verträge im deutschen parlamentarischen Regierungssystem. Zugleich ein Beitrag zur Lehre vom Abschluß völkerrechtlicher Verträge nach deutschem Recht. Köln 1969. OCLC 73593173.
- Die Liebhaberei im Steuerrecht. Ein Beitrag zur Lehre vom Steuertatbestand. Tübingen 1981, ISBN 3-16-643632-4.
- (Hrsg. und Bearb.): Die Zweitwohnungssteuer. Eine Dokumentation. Kohlhammer, Stuttgart 1982, ISBN 3-17-007311-7.
- Grundbegriffe des Steuerrechts. Eine Einführung für Studenten der Rechts- und Wirtschaftswissenschaften. 4. Auflage. Metzner, Neuwied 1992, ISBN 3-472-01115-7.
- Steuerlehre. Steuerverfassung – Steuergesetz – Steuergericht. Berlin 1998, ISBN 3-11-004568-0.